# Вознесенский пастушок
Вознесенский пастушок (лат. Mundia elpenor) — вид вымерших нелетающих птиц из семейства пастушковых.

## Внешний вид
Внешность птицы известна только по рисунку и описанию Питера Манди, который посетил остров Вознесения в 1656 году. Это была небольшая птица, длиной около 22 см, серовато-чёрной окраски с белыми пестринами. Имела сильные ноги и очень короткие крылья.

## Ареал
Птица являлась эндемиком острова Вознесения в Атлантическом океане.

## Образ жизни
Не изучен. По-видимому, был сходен с тристанским пастушком. Птицы обитали в полузасушливых областях, хорошо и быстро бегали, но не летали. Питались в основном яйцами тёмной крачки, и, вероятно, мелкими животными.

## Открытие вида
Ископаемые остатки этой птицы были найдены палеонтологом Сторрсом Олсоном в 1973 году. Изначально была описана под названием Atlantisia elpenor. Но более поздние исследования показали, что сходство вознесенского пастушка с тристанским только внешнее. В связи с этим в 2003 году он был выделен в самостоятельный род Mundia, названный в честь первооткрывателя — Питера Мунди.

## Вымирание
Вымер после появления на острове крыс в XVIII веке, возможно, дожил до 1815 года. После появления на острове кошек исчез окончательно. Был признан полностью вымершим в 1994 году, что также было подтверждено организацией BirdLife International в 2000 и 2004 годах.